# Loud
Loud (рус. «Громкий») — пятый студийный альбом барбадосской R&B-поп исполнительницы Рианны, выпущенный 12 ноября 2010 года. Запись песен для альбома Loud продолжалась в течение шести месяцев с февраля 2010 до августа 2010 года. Ведущий сингл «Only Girl (In the World)» был выпущен 10 сентября 2010, только для цифровой загрузки.

## Об альбоме
В июне 2010 Рианна планировала выпустить свой пятый студийный альбом. Певцы, авторы песен и продюсеры Тайо Крус, Алекс Да Кид, Шон Гарретт, Ne-Yo, Rico Love, Timbaland, Shontelle, Дэвид Гетта, и Drake работали над альбомом. «Я буду скучать по эре Rated R, но ничто не сравнится с альбомом, который я только что сделала», сказала Рианна, добавляя: «Я верю, что не подвела Вас своей музыкой. Вы всегда верили в меня, так что теперь, у Вас есть пара хитовых песен от меня. Я не хотела идти назад и делать ремейк Good Girl Gone Bad. Я хотела сделать шаг вперёд в развитии своего образа, и это прекрасно». В начале сентября 2010, Rihanna объявила, что альбом будет назван: «Loud».
«Все будет громким, станет сумасшедшим, войдет в азарт, потому что „Loud“ накачан хитами. Я только собираюсь быть собой, потому что это — то, что Вы любите больше всего, и это — то, что заставляет меня чувствовать себя лучше. Только быть нормальным, нормальным для себя это „Loud“! Нахальный, забавный, кокетливый и энергичный».
В то время как Рианна проходила кастинг на новый фильм Battleship, она объяснила в интервью с Entertainment Tonight: «„Loud“, название альбома определённо отражает отношение этого, это действительно нахально и кокетливо, и это захватывает Ваше внимание, и именно поэтому я наслаждаюсь им. Это берёт Вас и уносит в интересный тур».

## Музыка и лирика
Песни были сочинены Shontelle, Эстер Дин и Ники Минаж. Stargate записал первоклассные партии для синтезатора, клубные басы и хоровые партии, показанные в большой степени, в трёх песнях альбома, «Only Girl (In the World)», «What’s My Name?» и «S&M». «Cheers (Drink to That)» чувственная, с глубоким гитарным звуком, посвящённая ночи в городе, и интерполируют Аврил Лавин, «I’m with You». «California King Bed» — акустическая баллада. «S&M» — «самый громкий» трек в альбоме. Рианна описала «Raining Men» как «действительно забавную песню. Нечто оригинальное. Это вполне uptempo, но отчасти изворотливое и забавное.» Рианна и Дрейк описали их дуэт, «What’s My Name?» как «молодёжную» и «игривую» песню.

## Синглы
Ведущий сингл альбома «Only Girl (In the World)» был выпущен 10 сентября 2010 только для цифровой загрузки. Песня попала на американское радио 21 сентября 2010. Песня в настоящее время достигала топа в Billboard Hot 100 и стала первой в Canadian Hot 100, Australian Aria Charts и в Новой Зеландии. «What’s My Name?» была выпущена как второй сингл альбома, и сразу был снят клип. 21 октября 2010 Billboard сообщил, что версия с Дрейком попала в топ чарта Hot R&B/Hip Hop Songs под номером шестьдесят семь, после первой недели. Согласно Рианне, текущий план состоял в том, чтобы выпустить «S&M» как третий сингл с «неожиданным» клипом. 25 января 2011 был выпущен сингл «S&M». Также Рианна официально подтвердила в твиттере, что четвёртым синглом станет композиция «California King Bed».

## Коммерческий успех альбома
Альбом дебютировал на 3 строчке в чарте США Billboard 200, с продажами в 207 тысяч экземпляров в первую неделю после релиза Альбом показал лучшие продажи Рианны за первую неделю в США. Во вторую неделю альбом опустился до 6 строчки чарта, с продажами в 141 тысячу экземпляров. В третью неделю было продано 77 тысяч экземпляров альбома и альбом оставался в топ-10 чарта. В четвёртую неделю была продана 71 тысяча экземпляров альбома, а сам альбом был на 9 строчке американского чарта. В пятую неделю альбом опустился в чарте на 11 место, однако продажи составили 84 тысячи экземпляров. 111 тысяч экземпляров альбома было продано в 6 неделю; альбом был на 10 строчке чарта. В седьмую неделю альбом снова поднялся до 3 строчки чарта. К 16 января 2011 года, альбом разошёлся тиражом в 813 тысяч копий в США.
Loud дебютировал на первой строчке канадского чарта альбомов Canadian Albums Chart, с продажами в 27 тысяч экземпляров. Продажи «Loud» в Канаде, составили более 80 тысяч копий и в итоге альбом получил платиновый статус. 5 января 2011 года, продажи альбома в Канаде превысили 130 тысяч копий. Во Франции альбом дебютировал на 3 месте, с продажами в 17 тысяч 304 экземпляра. В шестую неделю продаж во Франции, диск получил платиновый статус, а тираж превысил 100 тысяч копий. В Австралии, во вторую неделю продаж, альбом получил золотой статус, с продажами более 35 тысяч дисков. В Италии альбом достиг 11 позиции в альбомном чарте. Диск стал третьим подряд попаданием альбома Рианны на вершину швейцарского чарта. Альбом дебютировал на 2 строчке в чартах Германии Альбом также дебютировал на втором месте в Ирландии и Великобритании. В Великобритании, за первую неделю, было продано 91 тысяча экземпляров альбома. В седьмую неделю альбом достиг первого места в Великобритании, став вторым альбомом певицы, возглавившим данный чарт. Альбом стал 4-м по продажам в Великобритании в 2010 году. К 7 января 2011 года, альбом был признан трижды-платиновым в Великобритании, а продажи составили 900 тысяч экземпляров.
Альбом дебютировал на 9 месте в российском чарте альбомов. Во вторую неделю альбом поднялся до 7 строчки чарта. В третью неделю альбом достиг своего пика в чарте, оказавшись на 3 месте. В четвёртую неделю альбом также оставался на 3 месте. В пятую неделю альбом опустился до 5 позиции в чарте. В чарте за последнюю неделю 2010 года и первую неделю 2011-го, альбом занял 9 строчку, при этом ему был присвоен золотой статус.

## Список композиций
| №                   | Название                                            | Автор(ы) | Продюсер(ы)                      | Длительность |
| ------------------- | --------------------------------------------------- | --- | -------------------------------- | ------------ |
| 1.                  | «S&M»                                               | Mikkel S. Eriksen · Tor Erik Hermansen · Sandy Wilhelm · Ester Dean                                                                                            | Stargate · Sandy Vee             | 4:04         |
| 2.                  | «What's My Name?» (featuring Drake)                 | Hermansen · Eriksen · Dean · Traci Hale · Aubrey Graham | StarGate                         | 4:23         |
| 3.                  | «Cheers (Drink to That)»                            | Andrew Harr · Jermaine Jackson · Stacey Barthe · Laura Pergolizzi · Corey Gibson · Chris Ivery · Lauren Christy · Graham Edwards · Avril Lavigne · Scott Spock | The Runners                      | 4:22         |
| 4.                  | «Fading»                                            | Jamal Jones · Dean | Polow da Don                     | 3:20         |
| 5.                  | «Only Girl (In the World)»                          | Crystal Johnson · Eriksen · Hermansen · Wilhelm | StarGate · Sandy Vee             | 3:55         |
| 6.                  | «California King Bed»                               | Harr · Jackson · Priscilla Renea · Alex Delicata | The Runners                      | 4:12         |
| 7.                  | «Man Down»                                          | Shama Joseph · Timothy Thomas · Theron Thomas · Shontelle Layne                                                                                                | Sham                             | 4:27         |
| 8.                  | «Raining Men» (featuring Ники Минаж)                | Melvin Hough II · Rivelino Wouter · Timothy Thomas · Theron Thomas · Onika Maraj                                                                               | Mel & Mus                        | 3:45         |
| 9.                  | «Complicated»                                       | Christopher Stewart · Dean | C. «Tricky» Stewart · Ester Dean | 4:18         |
| 10.                 | «Skin»                                              | Kenneth Coby · Ursula Yancy | Soundz                           | 5:04         |
| 11.                 | «Love the Way You Lie (Part II)» (featuring Эминем) | Alexander Grant · Holly Hafferman · Marshall Mathers | Alex da Kid                      | 4:56         |
| Общая длительность: | Общая длительность:                                 | Общая длительность: | Общая длительность:              | 46:38        |

| №   | Название                                           | Длительность |
| --- | -------------------------------------------------- | ------------ |
| 12. | «Only Girl (In the World)» (The Bimbo Jones Radio) | 3:53         |
| 13. | «Only Girl (In the World)» (CCW Radio Mix)         | 3:44         |

| №   | Название                                                                             | Длительность |
| --- | ------------------------------------------------------------------------------------ | ------------ |
| 12. | «Love the Way You Lie (Part II)» (Piano version)                                     | 4:09         |
| 13. | «Only Girl (In the World)» (Music video)                                             | 4:15         |
| 14. | «Only Girl (In the World)» (Mixin Marc & Tony Svejda Mix Show Edit) (Pre-order only) | 6:25         |

| №   | Название                                                                                       | Длительность |
| --- | ---------------------------------------------------------------------------------------------- | ------------ |
| 1.  | «The Making of Loud: Chapter 1»                                                                | 0:48         |
| 2.  | «The Making of Loud: Chapter 2 — Raining Men Recording Session»                                | 1:32         |
| 3.  | «The Making of Loud: Chapter 3 — Man Down Recording Sesson»                                    | 1:40         |
| 4.  | «The Making of Loud: Chapter 4»                                                                | 0:30         |
| 5.  | «The Making of Loud: Chapter 5 — Live in NYC — Madison Square Garden»                          | 7:00         |
| 6.  | «The Making of Loud: Chapter 6 — Reb’l Fleur Photo Shoot»                                      | 3:30         |
| 7.  | «The Making of Loud: Chapter 7 — Loud Album Art Photo Shoot»                                   | 1:52         |
| 8.  | «The Making of Loud: Chapter 8 — Day One»                                                      | 3:39         |
| 9.  | «The Making of Loud: Chapter 9 — Day Two»                                                      | 2:48         |
| 10. | «The Making of Loud: Chapter 10 — Credits (Includes making of Only Girl (In the World) video)» | 3:05         |

## Чарты и сертификаты
| Чарт (2010)                        | Место |
| ---------------------------------- | ----- |
| Australian Albums Chart            | 3     |
| Australian Urban Albums Chart      | 1     |
| Austrian Albums Chart              | 3     |
| Belgian Albums Chart (Flanders)    | 4     |
| Belgian Albums Chart (Wallonia)    | 2     |
| Canadian Albums Chart              | 1     |
| Croatian International Album Chart | 14    |
| Czech Republic Albums Chart        | 12    |
| Danish Albums Chart                | 18    |
| European Top 100 Albums            | 1     |
| Finnish Albums Chart               | 7     |
| French Albums Chart                | 3     |
| German Albums Chart                | 2     |
| Greek Albums Chart                 | 10    |
| Hungarian Albums Chart             | 6     |
| Irish Albums Chart                 | 1     |
| Italian Albums Chart               | 11    |
| Mexican Albums Chart               | 17    |
| Netherlands Albums Chart           | 6     |
| New Zealand Albums Chart           | 4     |
| Norwegian Albums Chart             | 8     |
| Portuguese Albums Chart            | 11    |
| Polish Albums Chart                | 4     |
| Scottish Albums Chart              | 1     |
| Spanish Albums Chart               | 6     |
| Swedish Albums Chart               | 15    |
| Swiss Albums Chart                 | 1     |
| UK Album Chart                     | 2     |
| UK Digital Album Chart             | 1     |
| UK R&B Albums Chart                | 1     |
| US Billboard 200                   | 3     |
| US R&B/Hip Hop Albums              | 1     |

| Чарт (2011)                     | Место |
| ------------------------------- | ----- |
| Australian Albums Chart         | 2     |
| Austrian Albums Chart           | 7     |
| Belgian Albums Chart (Flanders) | 3     |
| Belgian Albums Chart (Wallonia) | 14    |
| Danish Albums Chart             | 2     |
| French Albums Chart             | 7     |
| Italian Albums Chart            | 20    |
| Mexican Albums Chart            | 25    |
| Norwegian Albums Chart          | 1     |
| Spanish Albums Chart            | 6     |
| Swedish Albums Chart            | 15    |
| Swiss Albums Chart              | 2     |
| Portuguese Albums Chart         | 10    |
| UK Albums Chart                 | 1     |
| UK Digital Album Chart          | 1     |
| UK R&B Albums Chart             | 1     |
| US Billboard 200                | 3     |
| US R&B/Hip Hop Albums           | 2     |

| Чарт (2012)            | Место |
| ---------------------- | ----- |
| French Albums Chart    | 25    |
| Swiss Albums Chart     | 84    |
| UK Albums Chart        | 19    |
| UK Digital Album Chart | 25    |
| UK R&B Albums Chart    | 3     |
| US Billboard 200       | 93    |
| US R&B/Hip Hop Albums  | 17    |

| Чарт (2010)                  | Место |
| ---------------------------- | ----- |
| French Albums Chart          | 33    |
| French Digital Albums Chart  | 35    |
| Hungarian Albums Chart       | 62    |
| Irish Album Chart            | 5     |
| The Netherlands Albums Chart | 83    |
| Poland Albums Chart          | 36    |
| Swiss Albums Chart           | 21    |
| UK Albums Chart              | 4     |

| Чарт (2011)                 | Место |
| --------------------------- | ----- |
| Australian Albums Chart     | 13    |
| Austrian Albums Chart       | 33    |
| Canadian Albums Chart       | 2     |
| Danish Albums Chart         | 22    |
| French Albums Chart         | 13    |
| French Digital Albums Chart | 6     |
| German Albums Chart         | 32    |
| Hungarian Albums Chart      | 37    |
| Netherlands Albums Chart    | 31    |
| Spanish Albums Chart        | 34    |
| Swiss Albums Chart          | 6     |
| UK Albums Chart             | 6     |
| US Billboard 200            | 9     |
| US Digital Albums           | 8     |
| US Top R&B/Hip-Hop Albums   | 3     |

| Страна         | Сертификаты   |
| -------------- | ------------- |
| Австралия      | 2× платиновый |
| Австрия        | золотой       |
| Бельгия        | платиновый    |
| Бразилия       | золотой       |
| Канада         | 3× платиновый |
| Дания          | платиновый    |
| Европа         | 3× платиновый |
| Франция        | платиновый    |
| ССАГПЗ         | золотой       |
| Германия       | 3× золотой    |
| Венгрия        | золотой       |
| Индонезия      | платиновый    |
| Италия         | золотой       |
| Ирландия       | 5× платиновый |
| Япония         | золотой       |
| Новая Зеландия | платиновый    |
| Польша         | 3× платиновый |
| Россия         | золотой       |
| Испания        | золотой       |
| Швеция         | платиновый    |
| Швейцария      | 2× платиновый |
| Великобритания | 6× платиновый |
| США            | платиновый    |

### Синглы
| Название                             | Год  | Места в чартах | Места в чартах | Места в чартах | Места в чартах | Места в чартах | Места в чартах | Места в чартах | Места в чартах | Места в чартах | Места в чартах | Сертификаты                                                                                                  |
| Название                             | Год  | AUS            | AUT            | CAN            | FRA            | GER            | IRL            | NZL            | SWI            | UK             | US             | Сертификаты                                                                                                  |
| ------------------------------------ | ---- | -------------- | -------------- | -------------- | -------------- | -------------- | -------------- | -------------- | -------------- | -------------- | -------------- | --- |
| «Only Girl (In the World)»           | 2010 | 1              | 1              | 1              | 2              | 2              | 1              | 1              | 2              | 1              | 1              | - AUS: 5× платиновый - GER: платиновый - SWI: 2× Platinum - UK: платиновый - US: 3× платиновый               |
| «What’s My Name?» (featuring Drake)  | 2010 | 18             | 13             | 5              | 16             | 12             | 3              | 3              | 13             | 1              | 1              | - AUS: платиновый - SWI: золотой - UK: платиновый - US: 2× платиновый                                        |
| «Raining Men» (featuring Ники Минаж) | 2010 | —              | —              | —              | —              | —              | —              | —              | —              | 142            | 111            | |
| «S&M»                                | 2011 | 1              | 4              | 1              | 3              | 2              | 3              | 2              | 2              | 3              | 1              | - AUS: 4× платиновый - GER: золотой - NZL: платиновый - SWI: платиновый - UK: серебряный - US: 2× платиновый |
| «California King Bed»                | 2011 | 4              | 4              | 20             | 30             | 8              | 11             | 4              | 10             | 8              | 37             | - AUS: платиновый - NZL: золотой                                                                             |
| «Man Down»                           | 2011 | —              | —              | 63             | 1              | —              | —              | —              | 9              | 54             | 59             | - SWI: золотой                                                                                               |
| «Cheers (Drink to That)»             | 2011 | 6              | —              | 6              | 64             | —              | 16             | 5              | 66             | 15             | 7              | - AUS: платиновый - NZL: золотой - US: платиновый                                                            |

## Хронология релизов
| Страна         | Дата                         | Формат                   | Издание          | Лейбл              |
| -------------- | ---------------------------- | ------------------------ | ---------------- | ------------------ |
| Австралия      | 12 ноября 2010               | CD, CD+DVD               | Standard, deluxe | Universal Music    |
| Германия       | 12 ноября 2010               | CD, CD+DVD               | Standard, deluxe | Universal Music    |
| Ирландия       | 12 ноября 2010               | Digital download         | Standard         | Universal Music    |
| Нидерланды     | 12 ноября 2010               | CD                       | Standard         | Universal Music    |
| Франция        | 15 ноября 2010               | CD, CD+DVD               | Standard, deluxe | Universal Music    |
| Россия         | 15 ноября 2010               | CD, CD+DVD               | Standard, deluxe | Universal Music    |
| Новая Зеландия | 15 ноября 2010               | CD, CD+DVD               | Standard, deluxe | Universal Music    |
| Португалия     | 15 ноября 2010               | CD, CD+DVD               | Standard, deluxe | Universal Music    |
| Филиппины      | 15 ноября 2010               | CD, CD+DVD               | Standard, deluxe | MCA Music Phils.   |
| Великобритания | CD                           | Standard                 | Mercury Records  |                    |
| Мексика        | CD                           | Standard                 | 16 ноября 2010   | Universal Music    |
| США            | CD, CD+DVD, digital download | Standard, deluxe         | 16 ноября 2010   | Def Jam Recordings |
| США            | CD+DVD                       | Deluxe (Couture edition) | 16 ноября 2010   | Def Jam Recordings |
| Польша         | 19 ноября 2010               | CD                       | Standard         | Universal Music    |
| Бразилия       | 30 ноября 2010               | CD                       | Standard         | Universal Music    |
| Индонезия      | 2 декабря 2010               | CD                       | Standard         | Universal Music    |
| Япония         | 19 января 2011               | CD                       | Standard         | Universal Music    |